# Ельсе-Марте Сорліє Любекк
Ельсе-Марте Серліє Любекк  (норв. Else-Marthe Sørlie Lybekk, 11 вересня 1978) — норвезька гандболістка, олімпійська чемпіонка.

## Виступи на Олімпіадах
| Олімпіада   | Дисципліна | Місце  |
| ----------- | ---------- | ------ |
| Сідней 2000 | гандбол    | Бронза |
| Пекін 2008  | гандбол    | Золото |